# Adolf Daßler
Adolf Daßler (* 19. November 1907 in Nürnberg; † im 20. Jahrhundert) war ein deutscher Landrat.

## Leben
Nach dem  Abitur am humanistischen Gymnasium Weiden im Jahre 1926 studierte Adolf Daßler Rechtswissenschaften an der Ludwig-Maximilians-Universität München und promovierte 1932 in Erlangen mit der Dissertation Grundregeln des ehelichen Güterrechts, ihre Würdigung und Richtlinien für ihre Reform zum Dr. jur. Er trat zum 1. März 1932 in die NSDAP ein (Mitgliedsnummer 993.070), wo er als Kreisrichter fungierte.
Nach dem dreijährigen juristischen Vorbereitungsdienst legte er 1933 das große Staatsexamen ab und begann als Assessor bei der Regierung der Pfalz. Am 1. Oktober 1935 zum Regierungsrat in Regen ernannt, erhielt er am 14. April 1938 die Stelle des kommissarischen Bezirksamtsvorstands in Landau an der Isar. Dort leitete er als Landrat in der Zeit vom 1. September 1939 bis zum 31. Mai 1944 die Verwaltung. Anschließend war er bis zum Kriegsende im Mai 1945 als Landrat in Dingolfing tätig.
Nach seiner Entlassung aus dem Dienst wurde Daßler im Entnazifizierungsverfahren durch die Spruchkammer Landau als „minderbelastet“ und im Berufungsverfahren durch die Kammer München als „Mitläufer“ eingestuft. 1952 wurde er vom Volk in direkter Wahl zum Landrat in Landau an der Isar gewählt, wo er bis 1964 im Amt war. Über seinen weiteren Lebensweg gibt die Quellenlage keine Aufschlüsse.